# Catedral de Alexandre Nevsky (Bulgária)
A catedral de Alexandre Nevsky (em búlgaro:  Храм-паметник Свети Александър Невски, literalmente Hram-pametnik Sveti Aleksandăr Nevski) é uma catedral ortodoxa no centro de Sófia, capital da Bulgária. Construída em estilo neobizantino, a catedral é uma das maiores de Sófia, e uma das principais atrações turísticas da capital búlgara.
Dedicada ao Santo Alexandre Nevsky, tem altura de 45 m; com o campanário, que tem doze sinos, mede 50,52 metros. Ocupa uma área de 3170 m² e pode conter mais de 5000 pessoas no interior. O interior é em estilo italiano, decorado com alabastro e muitos materiais preciosos. Foi erigida em homenagem aos soldados russos caídos em combate durante a Guerra Russo-Turca de 1877-1878, que libertaram a Bulgária do jugo otomano.
A construção do templo foi iniciada em 1882 (embora os projetos tenham sido terminados em 1880), mas os trabalhos interromperam-se várias vezes. Recomeçada a construção em 1904, terminou em 1912. A catedral foi projetada pelo arquiteto russo Alexander Pomerancev (Александр Померанцев), com a ajuda de Alexander Smirnov (Александр Cмирнов) e Alexander Jakovlev (Александр Яковлев), que iniciaram o projeto-base de 1884-1885 de Ivan Bogomolov (Иван Богомолов). O desenho foi terminado em 1898 e as decorações foram encomendadas a escultores, pintores e artistas de toda a Europa.
A dedicação original da catedral era em honra dos santos Cirilo e Metódio; o nome de Alexandre Nevsky foi-lhe dado em 1924. Uma parte da catedral está reservada a um museu de ícones provenientes de toda a Bulgária, e faz parte da Galeria Nacional da Bulgária. Esta última é a mais importante coleção de ícones búlgaros de toda a Europa.